# Rafohy
Rafohy, död 1540, var en regerande drottning av kungariket Imerina på Madagaskar mellan 1530 och 1540.
Hon efterträdde sin mor, Rangita. Hon efterträddes av sin son Andriamanelo.  